# Rudolf Bahr
Rudolf Bahr (1 de abril de 1916 - † 16 de janeiro de 1944) foi um comandante de U-Boot que serviu na Kriegsmarine durante a Segunda Guerra Mundial.